# Damien de Tarse
Damien (mort en 913/914), connu en arabe sous le nom de Damyanah, surnommé Ghulam Yazman (le page de Yazman) est un Byzantin converti à l'Islam, émir de Tarse en 896-897 et l'un des principaux chefs des raids maritimes lancés contre l'Empire byzantin au début du Xe siècle. 

## Biographie
Damien est le servant converti de l'eunuque et émir de Tarse Yazman al-Khadim (mort en 891) qui a reconnu la suzeraineté des Toulounides d'Égypte dirigée par Khumarawaih, le fils d'Ahmad Ibn Touloun. En 896, Damien est nommé gouverneur de Tarse par l'émir Ahmad ibn Tughan. Yusuf al-Baghmardi est son second et le commandant des forces militaires de la région. Toutefois, Damien et al-Baghmardi sont expulsés de Tarse en mars ou avril 897 par une révolte de la faction pro-Abbasside dirigée par un certain Raghib.
En 900, al-Tabari rapporte que Damien demande au calife Al-Mutadid de brûler la flotte de Tarse forte de plus de 50 navires importants, comme revanche pour leur expulsion trois ans auparavant. Cet acte fragilise grandement la puissance navale arabe. Néanmoins, c'est comme amiral que Damien se distingue le plus. En 896 ou en 901, il met à sac et pille le port de Démétrias en Grèce. Damien participe ensuite à la campagne de 904 qui arrache l'Égypte des mains des Toulounides et y rétablit l'autorité des Abbassides. Il conduit une flotte le long du Nil qui pille les rivages du fleuve et empêche l'arrivée de tout ravitaillement à destination des Toulounides. En 911, il attaque Chypre qui, depuis le VIIe siècle, est un condominium arabo-byzantin. Il ravage l'île durant quatre mois car ses habitants ont aidé une flotte byzantine dirigée par l'amiral Himérios qui a attaqué les côtes du califat l'année précédente. Finalement, en octobre 912, aux côtés de l'autre renégat Léon de Tripoli, il remporte une victoire écrasante sur Himérios au large de l'île de Chios. Lors de l'été de la même année, il est mentionné comme accompagnant Roustoum Ibn Bardu, le gouverneur de Cilicie, dans une offensive contre la province frontalière byzantine de Lykandos dirigée par le gouverneur arménien Mélias. Ce dernier est assiégé dans sa forteresse mais les Arabes ne parviennent pas à s'en emparer. 
Damien meurt en 913-914 alors qu'il dirige une attaque contre la forteresse byzantine de Strobilos dans le thème des Cibyrrhéotes. Sa mort, combinée à celle de Léon de Tripoli l'année précédente, marque la fin des raids contre les côtes byzantines et la fin de la suprématie navale des Arabes.

## Sources
- (en) John H. Pryor et Elizabeth M. Jeffreys, The age of the dromōn: the Byzantine navy ca. 500-1204, Brill, 2004
- (en) Warren Treadgold, A History of the Byzantine State and Society, Stanford University Press, 1997
- (en) Tabari et Franz Rosenthal, The History of al-Tabari, volume 38, State University New York Press, 1985